# Noctua rufescens
Noctua rufescens är en fjärilsart som beskrevs av Charles Boursin 1957. Noctua rufescens ingår i släktet Noctua och familjen nattflyn. Inga underarter finns listade i Catalogue of Life.